# Watsonarctia amoena
Watsonarctia amoena är en fjärilsart som beskrevs av Charles Oberthür 1911. Watsonarctia amoena ingår i släktet Watsonarctia och familjen björnspinnare. Inga underarter finns listade i Catalogue of Life.